# Валоне Пип (Арецо)
Валоне Пип је насеље у Италији у округу Арецо, региону Тоскана.
Према процени из 2011. у насељу је живело 163 становника. Насеље се налази на надморској висини од 260 м.